# Lancaster 1345-ös hadjárata
Lancaster 1345-ös hadjárata a százéves háború egyik chevauchée-ja volt Gascogne-ban.

## Előzmények
1341-ben kitört a breton örökösödési háború, amely alkalmat adott arra, hogy III. Eduárd ismét csapatokat küldjön a Francia Királyság területére. A királynak gazdasági és stratégiai céljai egyaránt voltak a breton kikötők feletti ellenőrzés megszerzésével. Az angol kereskedőhajók ugyanis túl kicsik voltak ahhoz, hogy megkockáztassák az átkelést a viharos Vizcayai-öblön, amikor Bordeaux-ba, vagy az Ibériai-félszigetre tartottak, ezért kénytelenek voltak a breton partok mellett haladni, ahol ki voltak téve a kalózok támadásainak.
A breton örökösödési háborúban a kisnemesek és a parasztság Montfort-i János, a gazdag polgárság pedig a francia király unokaöccse, Blois-i Károly herceg mellé állt. 1342 őszén az angolok János oldalán avatkoztak be a háborúba, amely az 1343. január 19-én megkötött malestroit-i békeszerződéssel ért véget. Eduárd visszatért Angliába, de erős helyőrségeket hagyott hátra a fontos városokban Thomas Dagworth felügyelete alatt. 1344 telén eredménytelenül ért véget az avignoni békekonferencia, és Eduárd úgy döntött, hogy három irányból, három kisebb sereggel ismét megtámadja a franciákatː Gascogne-ban, Bretagne-ban és Normandiában.

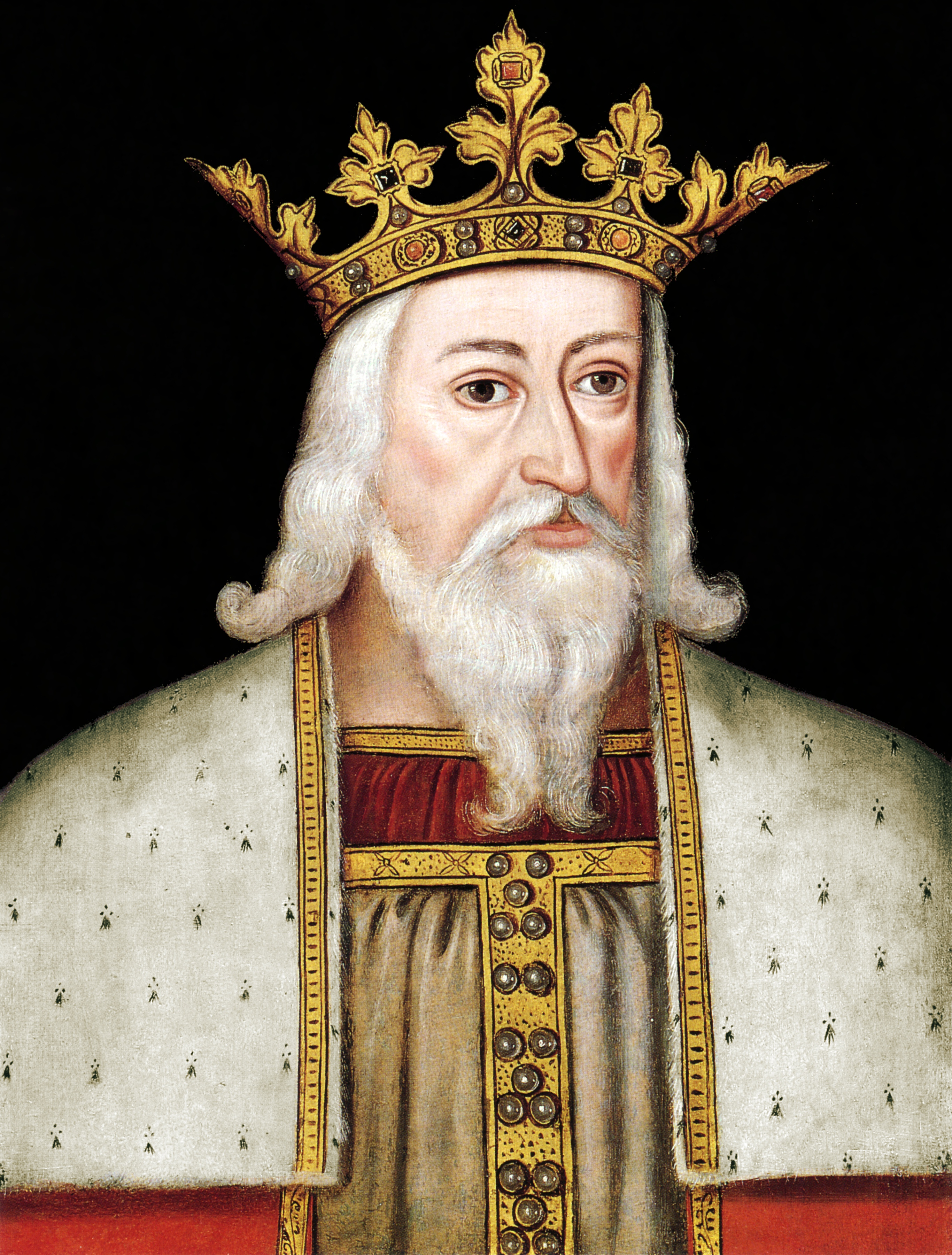
III. Eduárd ábrázolása a 16. század végén

Eduárd a gascogne-i hadjárat élére Henriket, a Lancaster-ház fejét, Derby grófját nevezte ki. Megbízása tizennyolc hónapra szólt Gascogne-ban mint a király teljhatalmú megbízottja. Eduárd rábízta, hogy milyen hadmozdulatokat végez seregével, amely ötszáz páncélos lovagból, ezer íjászból, ötszáz walesi gyalogosból és a helyszínen toborzott erőkből áll majd. Kíséretébe tartozott Pembroke grófja, Sir Walter Mauny és Sir James Audley. 1345 elején visszahívták a nem túl sikeres, betegeskedő sénéchalt, Nicholas Beche-t Bordeaux-ból. Helyét Ralph, Stafford grófja foglalta el. Úgy tervezték, hogy az angol had májusban követi őt. Henrik serege május 22-én készen állt az indulásra Southamptonban, de az erős délkeleti szél miatt nem tudott kihajózni, így a több mint 150 hajónak még hetekig kellett várakozniuk. 
A franciák nem tudtak megfelelően felkészülni a várható angol támadásra, mert a kincstár üres volt. Ráadásul megvárták az avignoni békekonferencia sikertelen befejezését is katonai pozícióik megerősítésével. Ezután hosszú tárgyalásokba bonyolódtak a városokkal azok anyagi hozzájárulásáról, Párizs például ötszáz katona hathavi ellátását vállalta. Más közösségek azonban korántsem voltak ilyen nagylelkűek, sőt sok település, amely beleegyezett a fizetésbe, kikötötte, hogy csak szeptemberben kezdi meg a pénz folyósítást.
A kormány úgy vélekedett, hogy az angolok északon, a flamand határ fognak támadni, ezért katonai erejük jelentős részét ezért az északi vidékek védelmére csoportosították. VI. Fülöp 1345. április 29-én kiadta a parancsot a sereg felállítására, az alakulatokat július 22-ére Arrasba hívta. 1345 májusában az uralkodó elhagyta Párizst, és a következő két hónapot a Loire alsó völgyében töltötte, közel Bretagne-hoz, nagyjából egyenlő távolságra Gascogne-tól és a flamandoktól. Eközben a francia erők a flamand határ mentén és Pikárdia tengerpartján helyezkedtek el, egészen a Cotentin-félszigetig.

## Eduárd villámlátogatása Flandriában
Június végén váratlan krízis rázta meg Németalföldet. Eduárd serege kihajózásra készen állt Franciaország felé, amikor megérkezett a hír, hogy egykori szövetségese, a francia száműzetésben élő Nevers-i Lajos gróf megpróbálja visszaszerezni a hatalmat. A grófság ugyan már nem volt szövetségese az angol királynak, de Flandria volt az egyetlen olyan francia ajkú terület, amely – távol Gasgogne-tól és Bretagne-tól – elismerte Eduárdot francia királyként. Emiatt Flandria jelentős számú francia katonát kötött le.
Flandriát a három nagy kereskedőváros, Gent, Brugge és Ypres kormányozta, amelyek saját érdekeiket szem előtt tartva elnyomták a kisebb településeket és a vidéket. Emiatt egymást követték a kisebb-nagyobb felkelések és összecsapások. 1345 tavaszán súlyos belső feszültség alakult ki magában Gentben a takácsok bére miatt. A vita ugyan pénzügyi, nem politikai jellegű volt, mégis végletesen megosztotta a város vezető polgárait és kereskedőit. 1345. május 3-án súlyos harc tört ki a két oldal hívei között, és több száz embert meggyilkoltak. Nevers-i Lajos és udvara meglátta a kínálkozó alkalmat a visszatérésre. Lázadásokat szított, és elsőként az északkeleti Dendermonde állt az oldalára, lerázva ezzel Bruges fennhatóságát. hasonló felkelések törtek ki Aalstban, Grammont-ban és Oudenaardéban is.
Eduárd kénytelen volt gyorsan cselekedni, nehogy a franciabarát erők átvegyék a hatalmat a grófságban. Június 29-én utasítást adott arra, hogy a kétezer katonát és felszerelésüket, lovaikat, ellátmányukat szállító háromszáz hajó induljon Hondtba. A hajók július 3-án kifutottak, és két nap múlva a flamand partokhoz értek. Július 7-én a király fogadta egykori genti szövetségét, Jacob van Arteveldét és más küldöttségeket. A tárgyalásokról, amelyek a király hajóján folytak, nem maradtak feljegyzések. Eduárd valószínűleg színvallásra akarta kényszeríteni Lajostː vagy térjen vissza trónjára, és legyen ismét az ő vazallusa, vagy mondjon le arról. Valószínűleg volt igazság azokban a szóbeszédekben, amelyek szerint Eduárd fiát, a walesi herceget szánta a helyére. Amennyiben ez valóban szóba került, a flamandok biztosan elutasították a tervet. Bruges és Ypres a status quo fenntartása mellett foglalt állást, Gentben azonban belháború dúlt, és nem lehetett tudni, mi lesz a végkimenetel.
Gent magisztrátusa végül úgy döntött, hogy folytatja Artevelde angolbarát politikáját, de nélküle. Arteveldét visszahívták, és ő hosszú habozás után, 1345. július 17-én visszatért Gentbe. Aznap este a Gérard Denis, egy rivális demagóg által feltüzelt emberek meggyilkolták Arteveldét. Július harmadik hetében a három nagyváros közölte Lajos gróffal, hogy csak akkor térhet vissza, ha elfogadja urának Eduárdot. Lajos ezt visszautasította. Július 19-én az angol király mindhárom várossal megegyezést kötött arról, hogy nem engedik visszatérni Lajost, amíg VI. Fülöp szövetségese. Eduárd elérte célját, és július 26-án kihajózott, hogy megkezdje az inváziót. A flottára azonban nagy vihar csapott le, és szétszórta a hajókat. A vitorlások több napi hánykolódás után visszatértek Angliába, és a király kénytelen volt lemondani a francia partraszállásról. Seregét feloszlatta, a hajók pedig visszatértek kikötőjükbe. Az angol királyi tanács úgy döntött, hogy augusztus és október között két új, de Eduárdénál kisebb sereget állít fel, amelyek a dél-franciaországi hadjáratok utánpótlását biztosítják majd.

## Dél-Franciaország
A franciák Eduárd északi fenyegetése miatt a déli vidékek megerősítésével nem törődtek, sőt még csapatokat is toboroztak Languedocban, amelyeket északra irányítottak. Gascogne védelméről lassan haladó, eredménytelen tárgyalások folytak az ibériai-félszigeti királyságokkal. Santionge és Poitou tengerpartjait csak kisebb egységek őrizték, a belső területek helyőrségeiben is csak kevesen maradtak, hadihajók, amelyek megzavarhattak volna egy angol átkelést, pedig egyáltalán nem voltak, mivel azokat is északra helyezték át. A santionge-i kevés francia katona parancsnoka Lajos, Valentinois grófja volt, aki Párizsból érkezett. Egy másik kisebb sereget Robert Houdetot, Agen sénéschalja irányított Languedocban.

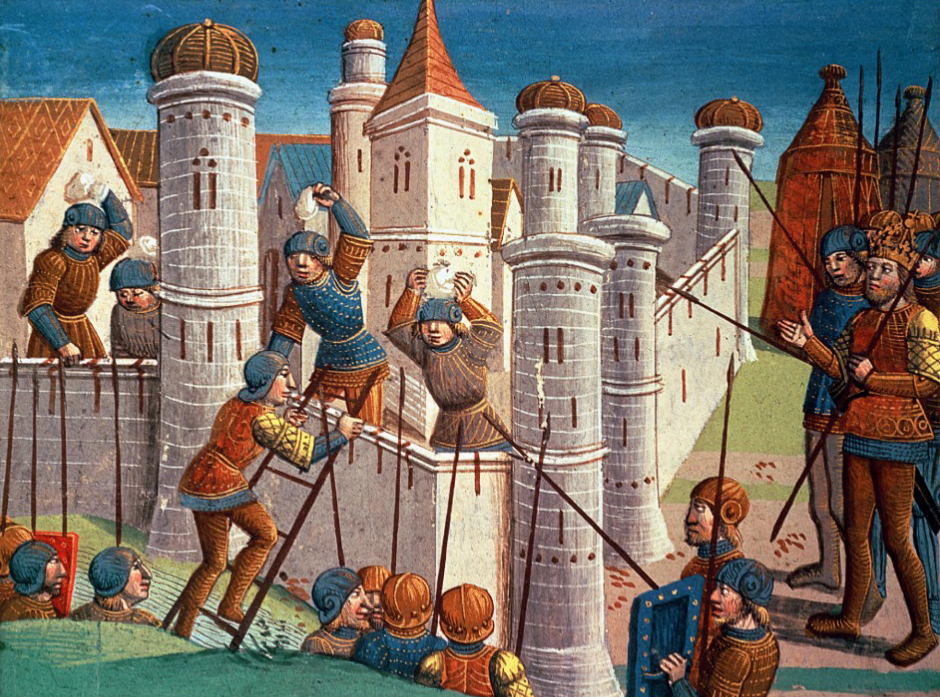
A város ostroma egy középkori miniatúrán

1345. június második hetében a Montfort-i János breton herceg és Northampton grófja vezette ötszáz fős angol sereg partra szállt Bretagne-ban, valószínűleg Brestnél. Egy hét múlva a Thomas Dagworth irányította angol katonák már a hercegség szívében jártak, és Josselin közelében megsemmisítő vereséget mértek Blois-i Károly csapataira. Nagyjából ezzel egy időben Sir Thomas Ferrers, a Csatorna-szigetek kormányzója partra szállt egy angolokból és bayonne-i tengerészekből álló százfős alakulattal Guernsey-n, és július 2-án megkezdte a francia Cornet erőd ostromát.
Ugyanebben a hónapban megkezdődtek a harcok Gascogne-ban is. Az angolbarát erők nem bírták kivárni, hogy Lancaster elinduljon, és június 4-6. között meglepetésszerűen megtámadták és elfoglalták a Castillon közeli Montravel várát. Robert Houdetot erősítést kért, hogy sürgősen Toulouse-ba küldhesse, és hadba szólította a nemességet.
A gascogne-i angol hadjárat formális nyitánya Blaye és Langon, a Bordeaux-hoz legközelebbi francia erősségek ostroma volt, amelyet Ralph Stafford indított június második felében. Eközben az angolokkal szövetséges irreguláris alakulatok és „vállalkozók” könnyen sebezhető francia településeket rohantak meg. Az alacsony létszámú francia csapatok tehetetlenek voltak. Périgord-ban a gascogne-iak a lázadó helyi nemesekkel együtt pusztítottak, és júliusban elfoglalták Nontront. Augusztusban Ans, Périgueux keleti szomszédja következett. Périgueux majdnem elesett egy csoport lakos és egy angol szolgálatban álló helyi nemes összeesküvése miatt, akik azt tervezték, hogy kinyitják a kapukat a támadók előtt.
Augusztus kezdetére a saintonge-i francia katonák legfőbb gondja Blaye megvédése volt. Houdetot kis serege Casseneuil-t, a közelében lévő egyetlen angol garnizont ostromolta. Onnan nagyjából hatvan kilométerre Armagnac grófja a Monchamp közelében található jelentéktelen angol-gascogne-i erődöt próbálta bevenni. A délnyugat legnagyobb francia seregét Bertrand de l'Isle és Périgord grófja vezette. Ők egy Bergerachoz közeli erődöt, Montcuq-öt ostromolták. Ennek semmi stratégiai jelentősége nem volt, a támadást valószínűleg azért indították, mert a gróf magáénak vallotta az erősséget.

## Henrik gascogne-i hadjárata
Miután a francia udvar is értesült az angol királyi család döntéséről és Eduárd északi inváziójának elmaradásáról, VI. Fülöp úgy döntött, hogy megkezdheti csapatai és forrási átcsoportosítását Bretagne-ba. 1345. augusztus 8-án az uralkodó Bourbon hercegét nevezte ki a délnyugati határvidék főparancsnokának.
Eközben Bordeaux-ban Lancaster serege partra szállt, és augusztus 9-én befejezte a kirakodást.
Lancaster nem akarta seregét időigényes ostromokkal szétaprózni, és arra sem akart lehetőséget adni, hogy a franciák összevonják a Gascogne-ban elszórtan állomásozó csapataikat. Gyorsan helyi békét kötött Blaye várparancsnokával, és visszarendelte az ostromló angol-gascogne-i katonákat. Ezután Lancaster elindult a Garonne völgyében felfelé, hogy a Stafford vezetésével Langont ostromló csapatokat is beolvassza seregébe. Lancaster nemtetszését fejezte ki Staffordnak, amiért egy annyira jelentéktelen erőd ostromára fecsérelte az erőforrásokat, mint Langon. Az angol hadvezetés úgy döntött, abbahagyják a város ostromát, és Bergerac ellen vonulnak.

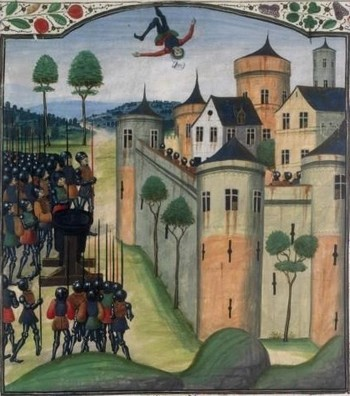
Az auberoche-i csata korabeli ábrázolása

Bergerac Dél-Périgord legnagyobb francia garnizonja volt. Nagy kőhídja az első számú átkelő volt a Dordogne-on, és ha az angolok elfoglalják a várat, remek előretolt bázist szereznek, ahonnan mélyen behatolhatnak a francia területekre, és a folyón könnyedén tarthatják a kapcsolatot Bordeaux-val és Libourne-nal. Az angolok sietős menetben indultak Bergerac felé, és hamarabb Montecuq-hoz értek, mint a hírük. A várost ostromló franciák hanyatt-homlok elmenekültek Bergerac felé. Az angolok a nyomukban voltak, és Bergerackal szemben, a folyó túlsó partján, La Madeleine-nél utolérték őket. A francia hátvég még a híd déli oldalát védő barbakánnál tartott, amikor az angolok rájuk törtek, és felverekedték magukat a hídra. Az északi hídfőt védő kapu hullórostélyát nem sikerült leengedni egy alá szorult ló miatt, így a gyalogosan harcoló angol páncélos lovagok betörtek Bergeracba, és elfoglalták. A várost kifosztották, és rengeteg felszerelést és ellátmányt zsákmányoltak. Fogságba esett Périgord sénéschalja és tíz másik nagyúr.
A Francia Királyság délnyugati részének védelme teljes zűrzavarba volt. A dél felé menekülő katonákat Bertrand de l'Isle terelte egybe, majd visszavonult La Réole, a Garonne menti legerősebb várba. Az észak felé igyekvő katonákat Armagnac grófjának seregébe sorozták be. Ők Périgueux felé vonultak vissza. Párizst sokkolta a hír, és a kormány megkezdte egy friss sereg felállítását, amelynek főparancsnoka Normandia hercege lett. János herceg szeptemberben megérkezett Angoulêmebe.
Lancaster két héten át Bergeracban maradt. Megerősítette a várat, és elfoglalta a közelben lévő kisebb erősségeket; ellenállás nem volt. 1345. szeptember 10-én a herceg 1500 embert Bergeracban hagyott a két Albret-fivér, Bernard-Aiz és Bérard parancsnoksága alatt, a többiekkel – 2100 lovaggal, 4-6 ezer lovas íjásszal és gyalogossal – pedig Mussidan felé, egy elszigetelt angol-gascogne-i erődítmény felé vonult. Mussidannál keletre fordult, és az Isle völgyében a régió fővárosa, Périguex felé indult. Habár a város védelmi rendszere elavult volt, Lancasternek nem volt elég embere az átfogó ostromhoz. Rajtaütésekkel elfoglalta a környék várait, és többé-kevésbé elvágta a város utánpótlási vonalait.
Normandiai János október elején nagyjából nyolcezer páncélos lovagnak és nagy létszámú gyalogságnak parancsolt. Háromezer lovagot és gyalogosokat menesztett Périguex-be, az alakulat parancsnokának Poitiers-i Lajost nevezte ki. Az ez után következő eseményeket még nem sikerült pontosan tisztázni. Lajos feltehetően elérte a várost, és visszaszorította az ostromlókat, majd megkezdte a környékbeli erősségek visszafoglalását. Október közepén a franciák megkezdték Auberoche ostromát, amelyet Alexander de Caumont, egy idős gascogne-i arisztokrata védett. Október 21-én Lancaster váratlanul lerohanta az ostromlókat.
Az auberoche-i csatában azangolok sok franciát megöltek, sokat foglyul ejtettek. Valentinois grófja meghalt, helyettese, Bertrand de l'Isle fogságba esett. A rabok között volt hét őrgróf, három báró, Toulouse és Clermont sénéchalja, sok lovag és VI. Kelemen pápa unokaöccse. A vereség miatt a franciák kénytelenek voltak felhagyni három másik gascogne-i angol helyőrség ostromával és elhalasztani a normandiai herceg tervezett hadjáratát. János és csapatai visszatértek Angoulême-be. November 4-én a herceg, valószínűleg pénzhiány miatt, feloszlatta a seregét. János herceg visszavonulása megnyitotta az utat az angolok előtt, és 1346 márciusáig szabadon tevékenykedhettek.

## 1346
Az angolok dél felé haladtak tovább. Elfoglalták Pellegrue-t, Monségurt, majd november elején megérkeztek La Réoléhoz. A vár erős volt és sok francia katona védte, de a polgárok nem voltak lojálisak Fülöphöz. November 8-án kinyitották a kapukat, és beengedték az angolokat. A franciák a citadellába menekültek. Az angolok kőhajítókkal bombázták a várat, és több rohamot is indítottak, de visszaverték őket. Az angolok megkezdték egy akna kialakítását a falak alatt. Három hét múlva a francia várparancsnok megállapodott velük arról, hogy ha öt héten belül nem érkezik meg a felmentő sereg, átadja az erődöt. Normandiai János téli szállásán volt, Indrében, és nem tett semmit a várért. Bourbon hercege közelebb volt, kiadta a parancsot a toborzásra, de gyatra eredménnyel járt. 1346 januárjában La Réole védői elvonultak.
Lancaster márciusig La Réoléban maradt. Csapata szétszóródottː a gascogne-i urak hazatértek otthonukba, az angol hűbéresek visszautaztak Angliába. A maradók fosztogató akciókat vezettek a gyengén védett városok ellen. Egy angol alakulat rövid időre elfoglalta Angoulême-t. A távolabbi városok egész télen a falak megerősítésén dolgoztak. Az angol sikerek új szövetségeseket is hoztakː Agenais-ban a Durfort-ház leggazdagabb ága állt át az oldalukra. A francia kormányzat csak azokban a városokban tudta megtartani az irányítást, amelyben nagy létszámú helyőrséget állomásoztatott. Decemberben az angolok, a lakosok segítségével, elfoglalták Aiguillont, amely a Lot és a Garonne villáját uralta. A következő három hónap számos települést foglaltak el ilyen módon.
A tél folyamán Bourbon hercege Agen városában tartózkodott. Az angolok egymás után elvágták a településre vezető utakat, és Aiguillon elfoglalása után a vízi szállítás-közlekedés lehetősége is megszűnt. A városban ostromhangulat uralkodott, fegyvereket kaptak a civilek, új falakat építettek, az elővárosok lakói behúzódtak a védett területekre. Februárban és márciusban erősítés érkezett a városba, köztük genovai és toszkán zsoldosok.

### Francia ellentámadás
Eközben a francia kormány megpróbálta hatékonyabbá tenni az adóbeszedést. Két nagy gyűlést is tartottak Párizsban, amelyeken a kabinet új adórendszer bevezetését javasolta, de a rendeknek nem volt felhatalmazása a válaszra. Előbb haza kellett térniük, és felhatalmazást kérniük az általuk képviseltektől. A rosszul működő adórendszer átalakítása csak nagyon lassan haladt, közben azonban meg kellett kezdeni a felkészülést a tavaszi-nyári hadmozdulatokra. Párizs megkezdte az itáliai zsoldosok és gályák szerződtetését. Harminckét evezős hajót béreltek, amelyek egyenként kétszáznál is több embert hordoztak. Főparancsnokuk a monacói Carlo Grimaldi volt, a hajók kapitányainak jelentős része családjából került ki.
VI. Fülöp komoly összeget kapott János cseh királytól, de fő hitelezője VI. Kelemen pápa volt. Az egyházfő korábban nem akart pénzt kölcsönadni, mert azt összeegyeztethetetlennek tartotta béketeremtői szerepével, de Bergerac eleste és az auberoche-i csata után, amelyben unokaöccse is angol fogságba került, nagy összegeket adott át Párizsnak. Ezen felül a pápa Fülöp hadvezéreinek, Blois-i Károlynak és Bourbon hercegének is kölcsönzött.
A pénzből végül sikerült felállítani a legnagyobb hadat, amelyet a délnyugat valaha látott. Normandiai János seregében volt Burgundia hercege és fia, Boulogne grófja, Athens hercege, lovagok a királyság északi és középső részéről, valamint a királyi hadvezérek. A katonák a Loire völgyében masíroztak délre februárban. Bourbon hercege és Beauvais püspöke egy másik sereget állított fel Toulouse-ban. Ennek a hadnak ostromgépei és öt ágyúja is volt. Márciusban a két sereg Quercynél találkozott, és lassan ereszkedni kezdett a Garonne völgyében. Tavasszal és nyáron friss csapatok csatlakoztak a sereghez. Normandiai János nagyjából 15-20 ezer katonának parancsolt, köztük 1400 genovai zsoldosnak.
Az első angol város, amely az útjukba került, Aiguillon volt. A város ostroma április 1-jén kezdődött meg. János herceg esküt tett, hogy addig nem megy tovább, míg el nem foglalja a várost. A franciák földsáncokat építettek, árkokat ástak, hogy elvágják a külvilágtól a várat, és megvédjék magukat a hátbatámadástól. Lancaster azonban nem tervezett támadást, hiszen a franciák hatalmas túlerőben voltak, hanem visszavonult Bordeaux-ba.